# 다무라 쇼타
다무라 쇼타(일본어: 田村 翔太, 1995년 2월 4일 ~ )는 일본의 축구 선수이다.

## 구단 경력
그는 2013년부터 J리그의 쇼난 벨마레, 후쿠시마 유나이티드 FC, 로아소 구마모토에서 뛰었다.